# Jeschiwa Slabodka

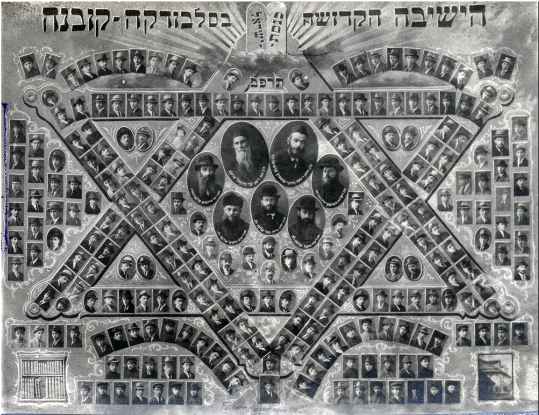
Rabbiner und Schüler (1922)

Die Jeschiwa Slabodka, Jeschiwa von Slabodka, Jeschiva (von) Slobodka, Jeschiwa Vilijampolė oder Slabodka (Slobodka, Slabada) Jeschiwa war eine von 1882 bis 1941 in  Vilijampolė, einem Stadtteil von Kaunas in Litauen, bestehende Jeschiwa. Sie verfügte über 300 (1899) bis 500 (1920) Studenten.
Sie wurde vom Rabbiner Avraham Grodzinski geleitet. 1934 begann man das neue Gebäude mit drei Etagen zu bauen. Im Holocaust hörte die Jeschiwa auf zu bestehen.

## Studenten
- David Carlebach (1899–1951), Rabbiner
- Zvi Kolitz (1912–2002), Schriftsteller, Journalist, Filmemacher und Theaterproduzent